# NGC 5619C
NGC 5619C is een spiraalvormig sterrenstelsel in het sterrenbeeld Maagd. Het hemelobject werd op 10 april 1828 ontdekt door de Britse astronoom John Herschel.

## Synoniemen
- UGC 9258
- MCG 1-37-13
- ZWG 47.47
- PGC 51622